# Gakuya Horii
Gakuya Horii (堀井 岳也 Horii Gakuya?, nacido el 3 de julio de 1975 en Yamanashi) es un exfutbolista japonés. Jugaba de delantero y su último club fue el Ventforet Kofu de Japón.

## Trayectoria

### Clubes
| Club              | País  | Año         |
| ----------------- | ----- | ----------- |
| Ventforet Kofu    | Japón | 1998 - 1999 |
| Montedio Yamagata | Japón | 2000 - 2001 |
| Consadole Sapporo | Japón | 2001 - 2005 |
| Ventforet Kofu    | Japón | 2006        |